# Lucius Aurelius Gallus (Konsul um 129/133)
Lucius Aurelius Gallus (vollständige Namensform Lucius Aurelius Luci filius Quirina Gallus) war ein im 2. Jahrhundert n. Chr. lebender Angehöriger des römischen Senatorenstandes. Durch eine Inschrift, die in Rom gefunden wurde, ist seine Laufbahn bekannt, die als cursus inversus, d. h. in absteigender Reihenfolge wiedergegeben ist.
Die Laufbahn des Gallus beginnt in der Inschrift mit dem Amt des Quästors in der Provinz Asia. Nach Rom zurückgekehrt, wurde er Volkstribun und Prätor. Danach war er für ein Jahr als Legatus dem Statthalter in der Provinz Africa zugeteilt. Nach Italien zurückgekehrt, war er als curator für die Verwaltung der folgenden Straßen in Etrurien zuständig: Via Clodia, Annia, Cassia, Ciminia und nova Traiana.
Als nächste Stufe in seiner Karriere wurde Gallus Kommandeur (legatus legionis) der Legio III Gallica, die ihr Hauptlager in Raphaneia in der Provinz Syria hatte. Danach wurde er Statthalter (Prokonsul) in der Provinz Narbonensis. Nach Rom zurückgekehrt, übernahm er zunächst als praefectus frumenti dandi für ein Jahr die Verwaltung der Gratisverteilung von Getreide und danach als Präfekt für drei Jahre die Leitung des aerarium Saturni. Im Anschluss erreichte er einen Suffektkonsulat; durch ein Militärdiplom, das auf den 18. August eines unbekannten Jahres datiert ist, ist belegt, dass er zusammen mit einem [...]us Priscus Suffektkonsul war.
Gallus war in der Tribus Quirina eingeschrieben. Seine Vorfahren sind nicht bekannt; es dürfte sich bei ihm vermutlich um einen Homo novus handeln. Die drei gleichnamigen Konsuln des 2. Jahrhunderts waren seine Nachfahren, beginnend mit seinem Sohn Lucius Aurelius Gallus, einem Suffektkonsul im Jahr 146. Die Inschrift wurde durch seinen Freund Marcus Aemilius Alcima errichtet, der ansonsten unbekannt ist.

## Datierung
Bei der Epigraphik-Datenbank Clauss-Slaby wird die Inschrift auf 131/140 und das Militärdiplom auf 129/130 datiert.
Mireille Corbier datiert die einzelnen Stationen seiner Laufbahn wie folgt: Curator viae um 117/120, Statthalter um 123/124, Praefectus frumenti dandi im Jahr 125, Praefectus aerarii Saturni zwischen 126 und 131 (wahrscheinlich von 126 bis 128) und schließlich Suffektkonsul zwischen 129 und 132 (wahrscheinlich 129 oder 130). Werner Eck datiert die Statthalterschaft in das Amtsjahr 124/125 (möglich wäre auch das Amtsjahr 123/124) und seinen Suffektkonsulat zwischen 129 und 133.